# Amit Shah (Schauspieler)

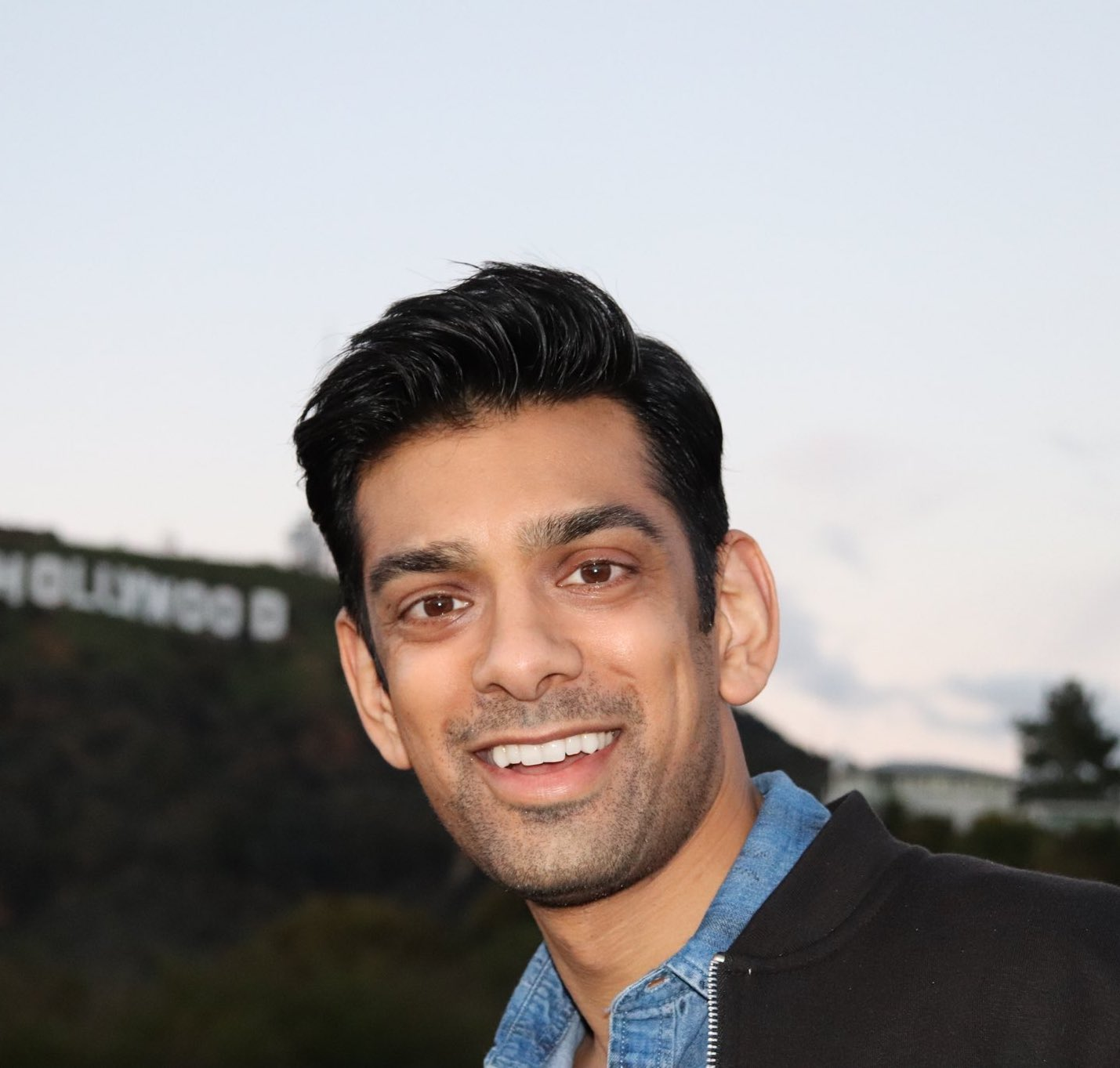
Amit Shah, 2019

Amit Shah (* 26. April 1981 in London) ist ein britischer Schauspieler.

## Leben
Shah ist kenianischer und indischer Abstammung. Erste Erfahrungen als Schauspieler sammelte er im Alter von 16 Jahren in der Schule. Später studierte er Schauspiel an  der Staffordshire University und begann eine Ausbildung an der London Academy of Music and Dramatic Art. 2003 war Shah in Andrew Lloyd Webbers Musical Bombay Dreams erstmals auf der Theaterbühne im Londoner West End zu sehen. 2006 wechselte er zum Royal National Theatre und war auch am Royal Court Theatre zu sehen.
2009 besetzte Regisseur Frieder Wittich Shah in einer Nebenrolle in der deutschen Komödie 13 Semester. Danach war er in einer größeren Rolle in der britischen Komödie Alles koscher! zu sehen. An der Seite von Helen Mirren und Om Puri spielte er eine Hauptrolle in Madame Mallory und der Duft von Curry. Es folgten verschiedene Film- und Fernsehrollen. Sein Schaffen umfasst mehr als 60 Produktionen.

## Filmografie (Auswahl)
- 2006: Like Minds – Verwandte Seelen
- 2009: 13 Semester
- 2010: Alles koscher! (The Infidel)
- 2014: Madame Mallory und der Duft von Curry (The Hundred-Foot Journey)
- 2015: Howl – Endstation Vollmond (Howl)
- 2015: Silent Witness (Fernsehserie, 2 Folgen)
- 2016: Crashing (Fernsehserie, 6 Folgen)
- 2017: Inspector Barnaby (Midsomer Murders) Fernsehserie, Staffel 19, Folge 4: Streicheln und töten (Red In Tooth And Claw)
- 2017: Solange ich atme (Breathe)
- 2018: Final Score
- 2018: Johnny English – Man lebt nur dreimal (Johnny English Strikes Again)
- 2019: Ordinary Love
- 2019: Last Christmas
- 2019: The Courier – Tödlicher Auftrag (The Courier)
- 2023: Pain Hustlers
- 2024: Unschuldig – Mr. Bates gegen die Post (Mr Bates vs the Post Office, Miniserie)